# Clearwater (Florida)

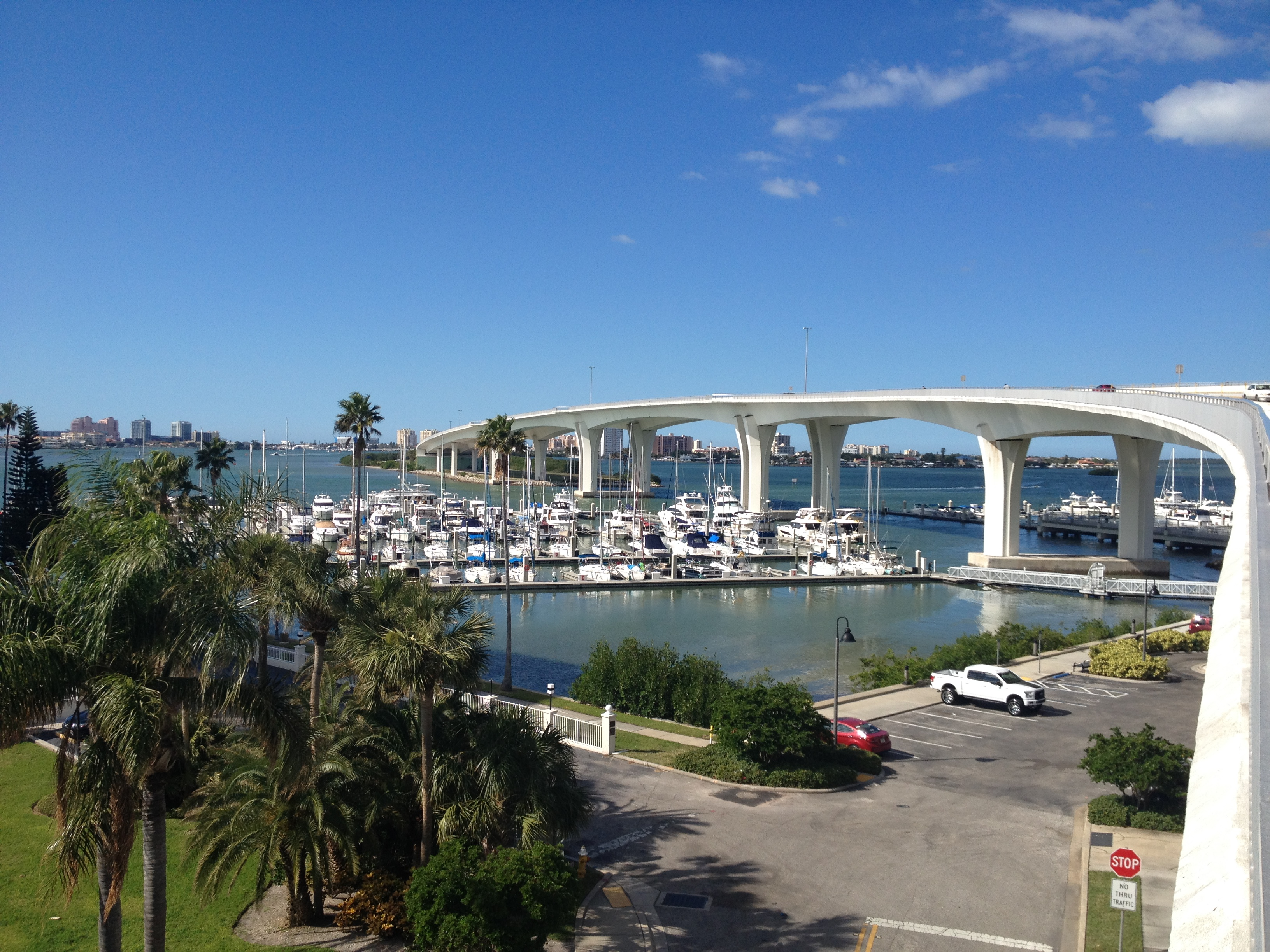
Clearwater Memorial Causeway vanuit het centrum naar Clearwater Beach

Clearwater is een stad in het westen van de Amerikaanse staat Florida. De stad ligt op een schiereiland tussen Tampabaai in het oosten en de Golf van Mexico in het westen en valt bestuurlijk gezien onder Pinellas County, waarvan het sinds 1912 de hoofdplaats is. In 2017 telde de stad naar schatting ruim 115 duizend inwoners op een oppervlakte van 66 km² waarmee de bevolkingsdichtheid 1745 inwoners per km² bedroeg. Clearwater vormt met Tampa en Saint Petersburg de kern van een metropoolgebied met 5 miljoen inwoners. 
De omgeving van Clearwater werd oorspronkelijk bewoond door verschillende indianenstammen. De eerste Europeanen in het gebied waren de Spaanse ontdekkingsreizigers Pánfilo de Narváez en Hernando de Soto in de zestiende eeuw, maar de eerste Europeaan die zich er permanent vestigde was Odet Philippe. Hij legde in de jaren 1830 een citrusboomgaard aan in het huidige Safety Harbor. In 1841 werd vervolgens Fort Harrison gebouwd naar aanleiding van de oorlogen tussen de Seminole en het Amerikaanse leger. Kolonisten vestigden zich op het vrijgekomen land en vanaf halverwege de negentiende eeuw ontwikkelde zich een landbouwnederzetting annex vissersplaatsje onder de naam Clear Water Harbor. In 1891 werd de plaats officieel gesticht en in 1915 kreeg het de status van stad. Clearwater kende een sterke groei na de Tweede Wereldoorlog.
Toerisme is een belangrijke drager van de economie, evenals de gezondheidszorg, hightechindustrie en de productie van onder meer medische apparatuur. Toeristische attracties als het Clearwater Marine Aquarium en de marina bevinden zich in het stadsdeel Clearwater Beach dat op een eiland aan de overzijde van het water van Clearwater Harbor ligt. Het eiland is bereikbaar via de Clearwater Memorial Causeway. Een van de hoofdkantoren van de scientologykerk is gevestigd in het Fort Harrison Hotel in het centrum van Clearwater.

## Geografie

### Topografie
Clearwater ligt op een schiereiland tussen Tampabaai en de Golf van Mexico, waarbij Clearwater Beach van de rest van de stad gescheiden wordt door Clearwater Harbor. De stad strekt zich van oost naar west (met uitzondering van Clearwater Beach) uit over tien kilometer wat gelijk is aan de gehele breedte van de landengte; van noord naar zuid bedraagt de afstand maximaal twaalf kilometer. Clearwater grenst aan Dunedin in het noordwesten, Palm Harbor in het noorden, Safety Harbor in het noordoosten, Largo in het zuiden en Belleair en Belleair Beach in het zuidwesten. De stadscentra van Saint Petersburg ten zuidoosten en Tampa ten oosten bevinden zich op respectievelijk 26 en 33 kilometer afstand van het centrum van Clearwater.

### Klimaat
In januari is de gemiddelde temperatuur 15,5 °C, in juli is dat 27,8 °C. Jaarlijks valt er gemiddeld 1115,6 mm neerslag (gegevens op basis van de meetperiode 1961-1990).

## Bekende personen

### Geboren
- Ricky Carmichael (1979), motorcrosser
- Beverly Mullins (1984), model en worstelaar
- Keith Thurman (1988), bokser
- Melanie Margalis (1991), zwemster

### Overleden
- Milan Hodža (1878-1944), Tsjecho-Slowaaks politicus
- Allen Woodring (1898-1982), atleet
- Helen Ferguson (1900-1977), actrice
- Paul Russo (1914-1976), autocoureur
- Connie Haines (1921-2008), zangeres
- Evel Knievel (1938-2007), stuntman
- Rich Piana (1970-2017), bodybuilder
- Hulk Hogan (1953-2025), acteur en professioneel worstelaar